# Истине и лажи (3. сезона)
Трећа сезона теленовеле Истине и лажи снимана је од јануара до 2. априла 2019. године, а емитована од 25. фебруара до 21. јуна 2019. године. Броји 85 епизода.

## Улоге
Бранко Јеринић, Кристина Јовановић, Јелисавета Кораксић и Марина Ћосић више нису у (главној) постави. Никола Ранђеловић, Срна Ланго, Ненад Ћирић и Милан Калинић су унапређени у главну поставу, а Јелена Ђукић се придружила истој.

### Главне
- Љиљана Драгутиновић као Даница Исидоровић
- Светислав Буле Гонцић као Радован Божић
- Феђа Стојановић као Илија Исидоровић
- Јана Милић Илић као Марина Божић
- Ивана Дудић као Уна Радовић
- Зоран Пајић као Никола Исидоровић
- Александар Срећковић Кубура као Марко Гвозденовић
- Бојана Ординачев као Кристина Бајчетић
- Софија Јуричан као Вања Бакић
- Жарко Степанов као Слободан Кокот
- Владимир Ковачевић као Арсеније Филиповић
- Данијел Корша као Небојша Дакић
- Стефан Бузуровић као Павле Филиповић
- Јелена Гавриловић као Татјана Миленковић
- Ања Мит као Тара Исидоровић
- Душан Каличанин као Јован Хаџиславковић
- Владан Дујовић као Данило
- Софија Рајовић као Светлана Радојковић
- Ђорђе Крећа као Иван Васковић
- Миљан Прљета као Дејан Машић
- Никола Ранђеловић као Лука Борђошки
- Стефан Радоњић као Џери
- Срна Ланго као Ружица Борђошки
- Ненад Ћирић као Данко Борђошки
- Јелена Ђукић као Дарија Кораћ
- Милан Калинић као Петар Стојановић
- Марко Гверо као Драгомир Кркљуш

### Епизодне
- Никола Ранђеловић као Лука Борђошки (епизоде 2-10)
- Срна Ланго као Ружица Борђошки (епизоде 1,3,5,8 и 10)
- Ненад Ћирић као Данко Борђошки (епизода 5)
- Милан Калинић као Петар (епизоде 3 и 8)
- Бранко Јеринић као Андрија Исидоровић (епизоде 21-23,38)
- Јелисавета Кораксић као Дубравка „Дуда” Милорадовић (епизода 44)

## Епизоде
| Бр. у серији | Бр. у сезони | Назив          | Редитељ                                               | Сценариста                                                                 | Премијерно емитовање |
| --- | ------------ | -------------- | ----------------------------------------------------- | -------------------------------------------------------------------------- | -------------------- |
| 248 | 1            | „Епизода 3.1”  | Михаило Вукобратовић, Милан Коњевић и Иван Стефановић | Љиљана Несторовић, Даница Николић Николић, Маја Ценић и Владимир Каран     | 25. фебруар 2019.    |
| Дана је средила „случајни” сусрет Радета и Арсе како би помогла њихово помирење. Док је седео у гостима код Исидоровића, Раде је добио неочекиван позив на ручак. Уна је наставила спровођење свог пакленог плана. |              |                |                                                       |                                                                            |                      |
| 249 | 2            | „Епизода 3.2”  | Михаило Вукобратовић, Милан Коњевић и Иван Стефановић | Љиљана Несторовић, Даница Николић Николић, Маја Ценић и Владимир Каран     | 26. фебруар 2019.    |
| Тара је упознала тајанственог господина који је помогао са стварима. Испоставило се да ће јој Петар бити нови сусед. Закринкана Цеца је дошла у РБ Групу и замолила Јоцу за помоћ. Уна је на разне начине уцењивала Павла, а сада је на списак придодала још један „адут” који га је потпуно разбеснео. Арса је срео девојку која га је оно вече довела у Крисин стан. |              |                |                                                       |                                                                            |                      |
| 250 | 3            | „Епизода 3.3”  | Михаило Вукобратовић, Милан Коњевић и Иван Стефановић | Љиљана Несторовић, Даница Николић Николић, Маја Ценић и Алекса Ршумовић    | 27. фебруар 2019.    |
| На ручку, Лукина мајка Ружица је замолила Радета да њеном сину да отказ. Они нису ни слутили да су очи једне жене помно пратиле сваки њихов корак. Павле је уверен да га Тања вара са Радетом па је искористио сваку прилику да пребаци Марини. |              |                |                                                       |                                                                            |                      |
| 251 | 4            | „Епизода 3.4”  | Михаило Вукобратовић, Милан Коњевић и Иван Стефановић | Љиљана Несторовић, Даница Николић Николић, Маја Ценић и Алекса Ршумовић    | 28. фебруар 2019.    |
| Тара је дошла у РБГ, а њеној посети се посебно обрадовао Јоца. Марко је донео киту цвећа у знак захвалности Марини. Слоба је средио Вањину селидбу, али је она у великој фрци због тог корака. Док је Марина испраћала Марка, на вратима се појавио разбеснели Никола. |              |                |                                                       |                                                                            |                      |
| 252 | 5            | „Епизода 3.5”  | Михаило Вукобратовић, Милан Коњевић и Иван Стефановић | Љиљана Несторовић, Даница Николић Николић, Маја Ценић и Владимир Каран     | 1. март 2019.        |
| Данко је сазнао да је Ружица била на састанку са Радетом па је због тога побеснео и почео да јој прети. Уна је изнела карте пред Луку како би га придобила на страну у борби против Радета. |              |                |                                                       |                                                                            |                      |
| 253 | 6            | „Епизода 3.6”  | Михаило Вукобратовић, Милан Коњевић и Иван Стефановић | Љиљана Несторовић, Даница Николић Николић, Маја Ценић и Владимир Каран     | 4. март 2019.        |
| У покушају да поврати изгубљено сећање, Цеца је отишла код Павла. Из разговора, Павле је закључио да је пољупцу који је видео на камерама из болнице претходио други пољубац Радета и Тање, и то у РБ Групи. Раде је у дуговима до гуше, а Уна га је својим пословним предлозима увукла у све веће тешкоће. |              |                |                                                       |                                                                            |                      |
| 254 | 7            | „Епизода 3.7”  | Михаило Вукобратовић, Милан Коњевић и Иван Стефановић | Љиљана Несторовић, Даница Николић Николић, Маја Ценић и Алекса Ршумовић    | 5. март 2019.        |
| Раде се одушевио најављеном прославом 40 година брака и обновом завета који Дана и Илија спремају. Закулисне радње Уне и Луке довеле су до тога да Дуда добије отказ. Никола је без размишљања дао Арси УСБ, не слутећи шта се на њему стварно налази. Слоба је позвао Вању на романтичну вечеру. |              |                |                                                       |                                                                            |                      |
| 255 | 8            | „Епизода 3.8”  | Михаило Вукобратовић, Милан Коњевић и Иван Стефановић | Љиљана Несторовић, Даница Николић Николић, Маја Ценић и Владимир Каран     | 6. март 2019.        |
| Никола је помогао Арси око селидбе и искористио прилику да са њим подели своја осећања. Њему се није свидело што је почео да губи себе и што сматра да је део Радетовог "рада". Иако се није осећао најбоље, Слоба је решио да не откаже вечеру са Вањом јер није желео да она помисли да је неодговоран. Тара се поново срела са Петром и једна успела да одоли његовој љупкости. Уна је утврдила да се са Луком слаже баш у свим деловима, па и у кревету.                                    |              |                |                                                       |                                                                            |                      |
| 256 | 9            | „Епизода 3.9”  | Михаило Вукобратовић, Милан Коњевић и Иван Стефановић | Љиљана Несторовић, Даница Николић Николић, Маја Ценић и Владимир Каран     | 7. март 2019.        |
| Арса је коначно сазнао да га је Сара зезала и да између њих није било ничег. Уједно, он је добио податак да је Џери набавио свој део новца за хаб. Док је покушавао да снизи цену услуга оглашавања, Небојша је почео да се заљубљује у новог сарадника. Тари је у предузеће стигла кита цвећа од Петра. |              |                |                                                       |                                                                            |                      |
| 257 | 10           | „Епизода 3.10” | Михаило Вукобратовић, Милан Коњевић и Иван Стефановић | Љиљана Несторовић, Даница Николић Николић и Маја Ценић                     | 8. март 2019.        |
| Тара је добила јасна упутства од Јоце − морају да раскринкају Уну и Луку. Кад је скинула повез са очију и видела да је Слоба закупио цео ресторан, Вања је од секирације и страха да ће да је запроси пала у несвест. Никола и Марина су завршили у вртлогу страсти. Никола је понудио Арси новац за хаб, а он се веома изненадио кад је сазнао одакле је заправо Николин штек. |              |                |                                                       |                                                                            |                      |
| 258 | 11           | „Епизода 3.11” | Михаило Вукобратовић, Милан Коњевић и Иван Стефановић | Љиљана Несторовић, Даница Николић Николић, Маја Ценић и Војислав Тодоровић | 11. март 2019.       |
| Арса је саопштио Васкету радосну вест о покретању хаба. У то име, он је отишао у кафић и срео свог анђела чувара − Сару. Њих двоје су се заједно напили, а Арса је тада сазнао појединости из њеног живота које му нису нарочито пријале. Илија не може да верује на коју замисао је дошла Дана − сада хоће да покрене видео-дневник. Марина је направила романтичну вечеру за Николу, али она није протекла онако како је замишљала.                                                           |              |                |                                                       |                                                                            |                      |
| 259 | 12           | „Епизода 3.12” | Михаило Вукобратовић, Милан Коњевић и Иван Стефановић | Љиљана Несторовић, Даница Николић Николић, Маја Ценић и Војислав Тодоровић | 12. март 2019.       |
| Арса је спремио пијану Сару у кревети одлучио да се о свему што га мучи посаветује са Кристином. Марко је избезумљен што Саре није било целе ноћи, а када ју је коначно добио на телефон, он јој је тражио да му каже где се налази. Тања игра двоструку игру, а Павле је открио да је украла Николине нацрте. На улици, Тања је срела Цецу и наваљивала да јој каже шта је видела у РБГ-у. |              |                |                                                       |                                                                            |                      |
| 260 | 13           | „Епизода 3.13” | Михаило Вукобратовић, Милан Коњевић и Иван Стефановић | Љиљана Несторовић, Даница Николић Николић, Маја Ценић и Војислав Тодоровић | 13. март 2019.       |
| Шпијунску аферу која прети у РБГ-у перфидна Уна је "спаковала" Јоци. Марко се дубоко разочарао у Сару и то јој је јасно ставио до знања па је зато позвао Марину и замолио је да изађу на вечеру у четворо. Пошто су се поново срели у улазу зграде, Тара је коначно пристала да са Петром оде на кафу. |              |                |                                                       |                                                                            |                      |
| 261 | 14           | „Епизода 3.14” | Михаило Вукобратовић, Милан Коњевић и Иван Стефановић | Љиљана Несторовић, Даница Николић Николић, Маја Ценић и Војислав Тодоровић | 14. март 2019.       |
| Стигао је "Гуц гуц", а Раде је одушевљен новим производом за разлику од Јоце који је веома сумњичав. Тара није могла да одоли Петровом мувању и коначно је пристала да се види са њим, јасно му стављајући до знања да је срећно удата. Али, он није био превише очаран Тарином причом. Слоба је отишао до Вање спреман да јој стави до знања како стоје ствари. |              |                |                                                       |                                                                            |                      |
| 262 | 15           | „Епизода 3.15” | Михаило Вукобратовић, Милан Коњевић и Иван Стефановић | Љиљана Несторовић, Даница Николић Николић, Маја Ценић и Војислав Тодоровић | 15. март 2019.       |
| Никола је дао изјаву за телевизију, и то новинарки која је Марини приредила непријатно изненађење. Марина је замолила Арсу да оде на вечеру са њом, Марком и Саром, а он је нерадо пристао. Кад је чуо где су, Никола је побеснео. Слоба је без Вањиног знања опремио кућу дечјим стварима како би је изненадио и коначно приволио да се са Хеленом пресели код њега. |              |                |                                                       |                                                                            |                      |
| 263 | 16           | „Епизода 3.16” | Михаило Вукобратовић, Милан Коњевић и Иван Стефановић | Љиљана Несторовић, Даница Николић Николић, Маја Ценић и Војислав Тодоровић | 18. март 2019.       |
| Арса, Васке и Џери су коначно нашли простор за хаб. Никола је толико бесан на Марину да не жели да разговара са њом. Тара је почела да шпијунира Луку док је његова мајка Ружица поново позвала Радета на ручак. |              |                |                                                       |                                                                            |                      |
| 264 | 17           | „Епизода 3.17” | Михаило Вукобратовић, Милан Коњевић и Иван Стефановић | Љиљана Несторовић, Даница Николић Николић, Маја Ценић и Војислав Тодоровић | 19. март 2019.       |
| Зла Уна је тенденциозно саопштила Марини да је она крива за пољубац са Николом. Марина се толико разочарала да није знала како да реагује па је отишла код Вање на сеансу. Раде ужива у Ружицином друштву, а кад је схватио да њени психичко стање није најсјајније, он јој је понудио да је упозна са Вањом. |              |                |                                                       |                                                                            |                      |
| 265 | 18           | „Епизода 3.18” | Михаило Вукобратовић, Милан Коњевић и Иван Стефановић | Љиљана Несторовић, Даница Николић Николић, Маја Ценић и Војислав Тодоровић | 20. март 2019.       |
| Павле је шпијунирао Тању, а оно што је видео ни мало му се није свидело. На ручку са пословним ортаком, Небојша је неспретно покушао да сазна какво је његово мишљење о установи брака. На Павлово изненађење, Илија га је позвао да присуствује његовој обнови завета са Даном. Марина је бесна на Николу, а потпуно ју је докрајчило кад је сазнала да ју је и Цеца лагала. |              |                |                                                       |                                                                            |                      |
| 266 | 19           | „Епизода 3.19” | Михаило Вукобратовић, Милан Коњевић и Иван Стефановић | Љиљана Несторовић, Даница Николић Николић, Маја Ценић и Војислав Тодоровић | 21. март 2019.       |
| Лука је сковао нови паклени план − пронашао је друга из школских дана, иначе ИТ стручњака, и дао му поверљив задатак. Потребно је да Милош по Лукином налогу обрише одређену фасциклу из свих рачунара у РБГ-у, а за узврат му нуди добру новчану надокнаду. Вања се одушевила када је видела собу коју је Слоба спремио за Хелену, али и за њу. |              |                |                                                       |                                                                            |                      |
| 267 | 20           | „Епизода 3.20” | Михаило Вукобратовић, Милан Коњевић и Иван Стефановић | Љиљана Несторовић, Даница Николић Николић, Маја Ценић и Војислав Тодоровић | 22. март 2019.       |
| Тара се обратила Николи за помоћ. Она је свесна да је Жика прави будалом, али није сигурна који разлог се иза тога крије. Дошао је дан да Дана и Илија обнове завете, а Марина није хтела да присуствује свечаности што је многе изненадило. |              |                |                                                       |                                                                            |                      |
| 268 | 21           | „Епизода 3.21” | Михаило Вукобратовић, Милан Коњевић и Иван Стефановић | Љиљана Несторовић, Даница Николић Николић, Маја Ценић и Војислав Тодоровић | 25. март 2019.       |
| Раде се изненадио што на Даниној и Илијиној прослави није видео Марину. Али када је Дана видела једног незваног госта, она је побеснела на супруга. Сви се питају шта је са Жиком и зашто одлаже повратак у Београд. Павле је упозорио Николу да чува Марину од Марка. |              |                |                                                       |                                                                            |                      |
| 269 | 22           | „Епизода 3.22” | Михаило Вукобратовић, Милан Коњевић и Иван Стефановић | Љиљана Несторовић, Даница Николић Николић, Маја Ценић и Војислав Тодоровић | 26. март 2019.       |
| Кад је чула Илијину осећајну поруку, Дана се потпуно разнежила. Жикина тетка Владанка ужива у Андријином друштву, али када је сазнала да није Жика платио прославу већ Никола, она се озбиљно запитала о Жикиним намерама према Тари. Марина је изашла на пиће са Марком. Усред прославе, Небојша је добио телефонски позив. Он и Јоца су схватили да им је конкуренција украла производе и настало је расуло. Раде је за све оптужио Тању.                                                     |              |                |                                                       |                                                                            |                      |
| 270 | 23           | „Епизода 3.23” | Михаило Вукобратовић, Милан Коњевић и Иван Стефановић | Љиљана Несторовић, Даница Николић Николић, Маја Ценић и Војислав Тодоровић | 27. март 2019.       |
| У РБГ-у влада ванредно стање. Сви мисле да су производи које је Никола осмислио патентирани. Раде је позвао заступника, али разговор са њим га нимало није охрабрио. На прослави је између Тање и Уне дошло до догађаја, а између Владанке и Андрије су се родиле симпатије. |              |                |                                                       |                                                                            |                      |
| 271 | 24           | „Епизода 3.24” | Михаило Вукобратовић, Милан Коњевић и Иван Стефановић | Љиљана Несторовић, Даница Николић Николић, Маја Ценић и Војислав Тодоровић | 28. март 2019.       |
| Очајан и разочаран, Никола је позвао Слобу и замолио га да још једно вече преспава код њега. Кад је сазнала шта је урадила, Вања је позвала Марину и обавестила је да је Никола све видео. У тренутку кад је улазио у купатило, Павле је на огледало видео оптужујуће слике себе и Уне. Али, и он има кеца у рукаву. Павле се потресао Тањиним реаговањем кад је сазнала за његову прељубу са Уном.                                                                                             |              |                |                                                       |                                                                            |                      |
| 272 | 25           | „Епизода 3.25” | Михаило Вукобратовић, Милан Коњевић и Иван Стефановић | Љиљана Несторовић, Даница Николић Николић, Маја Ценић и Војислав Тодоровић | 29. март 2019.       |
| Због пољупца са Марком, Марина не зна како да се понаша. Кад је схватио да Николини производи нису патентирани, Небојша је саопштио Борису да ће морати да обуставе кампању, али оно што је чуо од њега је само убрзало потонуће РБГ-а. Пред Арсиним очима, Сара се мувала са Џеријем, а то му се ни мало није свидело. Никола је сазнао да је Кристина изгубила дете. |              |                |                                                       |                                                                            |                      |
| 273 | 26           | „Епизода 3.26” | Михаило Вукобратовић, Милан Коњевић и Иван Стефановић | Љиљана Несторовић, Даница Николић Николић, Маја Ценић и Војислав Тодоровић | 1. април 2019.       |
| Са Унином сликом, Тања је отишла код личног детектива и тражила да сазна све о њеном лику и делу. Раде је полако почео да повезује "два и два" и поверио се Арси да је готово сигуран да Тања није та која жели да сахрани РБГ. Обојица се сада питају ко жели. Никола је спремио кофере и отишао у Немачку. |              |                |                                                       |                                                                            |                      |
| 274 | 27           | „Епизода 3.27” | Михаило Вукобратовић, Милан Коњевић и Иван Стефановић | Љиљана Несторовић, Даница Николић Николић, Маја Ценић и Војислав Тодоровић | 2. април 2019.       |
| Марина је бесна као рис због ситуације са Николом који се увелико спрема за пут у Немачку. У намери да започне нови живот, Ружица купује стан за који је уверена да ће јој донети слободу. Марина ће се изненадити када јој у посету дође Тања, а тек ће се изненадити када схвати шта је тема разговора. |              |                |                                                       |                                                                            |                      |
| 275 | 28           | „Епизода 3.28” | Михаило Вукобратовић, Милан Коњевић и Иван Стефановић | Љиљана Несторовић, Даница Николић Николић, Маја Ценић и Војислав Тодоровић | 3. април 2019.       |
| Слобу ће страшно растужити вест о Кристинином губитку. Цане долази код Вање са идејом да купи њен кауч за пацијенте, али то је само почетак његове лудачке идеје! После много узалудних позива, Никола се коначно јавља Марини на телефон. Када схвати да у стану нема Павла и Лава, Тању ће ухватити невиђена паника. |              |                |                                                       |                                                                            |                      |
| 276 | 29           | „Епизода 3.29” | Михаило Вукобратовић, Милан Коњевић и Иван Стефановић | Љиљана Несторовић, Даница Николић Николић, Маја Ценић и Војислав Тодоровић | 4. април 2019.       |
| Вања саветује Слобу да што пре позове Кристину. Тања позива инспектора како би пријавила нестанак Павла и Лава. У договору са Јоцом, Тара започиње претрагу Унине канцеларије, али и канте за ђубре. Ту проналази врло интересантну цедуљу. |              |                |                                                       |                                                                            |                      |
| 277 | 30           | „Епизода 3.30” | Михаило Вукобратовић, Милан Коњевић и Иван Стефановић | Љиљана Несторовић, Даница Николић Николић, Маја Ценић и Војислав Тодоровић | 5. април 2019.       |
| Беспомоћној и успаниченој Тањи не преостаје ништа друго сем да се Вањи обрати за помоћ, али Вањина прича о Павловој одговорности према детету је неће нимало умирити, Васке убеђује Цецу да прича са хабом заиста има перспективу. Ружица наставља да заводи Радета, па сада она њега позива на вечеру. |              |                |                                                       |                                                                            |                      |
| 278 | 31           | „Епизода 3.31” | Михаило Вукобратовић, Милан Коњевић и Иван Стефановић | Љиљана Несторовић, Даница Николић Николић, Маја Ценић и Војислав Тодоровић | 8. април 2019.       |
| Марина долази код Исидоровића у госте и тамо затиче Павла и Лава. Она га моли да се јави Татјани, јер је уверена да умире од бриге због Лавовог нестанка. На Арсино изненађење, на његовом прагу се појављује Сара, али тема разговора није нешто што је Арсаљ очекивао. Раде позива Ружицу код себе на вечеру, па моли Јоцу да му буде „шеф сале”. Јоца га одбија, али он проналази „другу жртву”.                                                                                             |              |                |                                                       |                                                                            |                      |
| 279 | 32           | „Епизода 3.32” | Михаило Вукобратовић, Милан Коњевић и Иван Стефановић | Љиљана Несторовић, Даница Николић Николић, Маја Ценић и Војислав Тодоровић | 9. април 2019.       |
| Раде је нервозан пред Ружичин долазак, а Цеца једва чека да заврши са послуживањем како би се Васкету вратила у загрљај, Њен ангажман код Божића је потпуни дебакл, за разлику од вечере на којој су Тара и њен комшија. Симпатије међу њима се све више распламсавају. Сара има велико признање за Арсу, али највећи шок доживеће Тара. |              |                |                                                       |                                                                            |                      |
| 280 | 33           | „Епизода 3.33” | Михаило Вукобратовић, Милан Коњевић и Иван Стефановић | Љиљана Несторовић, Даница Николић Николић, Маја Ценић и Војислав Тодоровић | 10. април 2019.      |
| После инцидента са Петром, Жика наставља са нападима на Тару. Али, када она буде проговорила, неће му бити добро. За време вечере, Раде објашњава какве је све Тања имала муке у свом детињству. Јоца прати Уну и затиче веома необичну сцену. |              |                |                                                       |                                                                            |                      |
| 281 | 34           | „Епизода 3.34” | Михаило Вукобратовић, Милан Коњевић и Иван Стефановић | Љиљана Несторовић, Даница Николић Николић, Маја Ценић и Војислав Тодоровић | 11. април 2019.      |
| Након што се са Лавом вратио кућим на Павлова врата долази полиција. После свега што је видео претходне ноћи, Јоца се поверава Тари и каже да је уверен да су његове сумње везане за Уну тачне. На РБГ стиже допис из Министарства, а одлука је јасна - субвенције су укинуте. |              |                |                                                       |                                                                            |                      |
| 282 | 35           | „Епизода 3.35” | Михаило Вукобратовић, Милан Коњевић и Иван Стефановић | Љиљана Несторовић, Даница Николић Николић, Маја Ценић и Војислав Тодоровић | 12. април 2019.      |
| Павле саопштава Неши да планира да се разведе и да тражи пуно старатељство над Лавом. Док траже УСБ, Вања у фиоци проналази документа на немачком и саопштава Марини да његов одлазак у Немачку нема само везе са Кристином, већ и са нечим много озбиљнијим. Лука ће бити јако збуњен када му Уна буде саопштила какве је све игрице научила да игра. |              |                |                                                       |                                                                            |                      |
| 283 | 36           | „Епизода 3.36” | Михаило Вукобратовић, Милан Коњевић и Иван Стефановић | Љиљана Несторовић, Даница Николић Николић, Маја Ценић и Војислав Тодоровић | 15. април 2019.      |
| Лукин отац долази код конкуренције, а нико и не слути шта ће његова посета изазвати. Уна се распитује у банци о кредиту који би Радету задао финални ударац. Док се Лука врзма по производњи како би утврдио положај камера, Јоца и Тара позивају Жику да уђе у траг обрисаним подацима. Марина ће бити шокирана када схвати да је Никола аплицирао за посао у Немачкој. |              |                |                                                       |                                                                            |                      |
| 284 | 37           | „Епизода 3.37” | Михаило Вукобратовић, Милан Коњевић и Иван Стефановић | Љиљана Несторовић, Даница Николић Николић, Маја Ценић и Војислав Тодоровић | 16. април 2019.      |
| Марина пита Арсу да ли је знао за Николин план да се запосли у Немачкој. Он тражи да види документацију коју су пронашле и открива им шта заправо пише у папирима. Када се Тара и Жика појаве на вратима, Дана није сигурна да жели да разговара са зетом. Поклони ће је смекшати, па користи прву прилику да Жику пита када ће порадити на детету. Приватни детектив позива Тању на разговор.                                                                                                  |              |                |                                                       |                                                                            |                      |
| 285 | 38           | „Епизода 3.38” | Михаило Вукобратовић, Милан Коњевић и Иван Стефановић | Љиљана Несторовић, Даница Николић Николић, Маја Ценић и Војислав Тодоровић | 17. април 2019.      |
| Ружица креће на терапије код Вање, и убрзо након прве посете доноси једну важну одлуку у свом животу. На опште изненађење укућана, Владанка се појављује код Исидоровића са новим партнером. Жика на све начине покушава да поврати информације које су избрисане из базе. |              |                |                                                       |                                                                            |                      |
| 286 | 39           | „Епизода 3.39” | Михаило Вукобратовић, Милан Коњевић и Иван Стефановић | Љиљана Несторовић, Даница Николић Николић, Маја Ценић и Војислав Тодоровић | 18. април 2019.      |
| Дана наставља да врши пресију на Тару јер што пре жели да добије унуче. Она јој саопштава да планира да се са Илијом пресели на Космај. Са тугом, Раде саопштава свом тиму да је принуђен да себи и свом тиму смањи плате. Арса доноси Јоци УСБ, али онда следи још један шок. |              |                |                                                       |                                                                            |                      |
| 287 | 40           | „Епизода 3.40” | Михаило Вукобратовић, Милан Коњевић и Иван Стефановић | Љиљана Несторовић, Даница Николић Николић, Маја Ценић и Војислав Тодоровић | 19. април 2019.      |
| Арса долази код деде и саопштава му да се осећа веома лоше због свих проблема у којима се РБГ нашао. После непријатног растанка, Тара се поново налази са Петром. Павле не губи време и одлази код адвоката како би се распитао о начинима да постане Лавов старатељ, али тамо долази до занимљивих информација које се тичу Радетове фирме. Марко поново долази у посету код Марине. |              |                |                                                       |                                                                            |                      |
| 288 | 41           | „Епизода 3.41” | Михаило Вукобратовић, Милан Коњевић и Иван Стефановић | Љиљана Несторовић, Даница Николић Николић, Маја Ценић и Војислав Тодоровић | 22. април 2019.      |
| Слоба не зна шта да ради са Јагодом, па зове Вању у помоћ. Адвокатица Дарија долази у РБГ, а Раде избацује Јоцу из канцеларије са образложењем да је састанак затвореног типа. Недуго затим, Дарија одлази и на састанак са Петром. Док прети Уни да ће је раскринкати код Марине, Уна саопштава Павлу да је трудна и да је дете његово. |              |                |                                                       |                                                                            |                      |
| 289 | 42           | „Епизода 3.42” | Михаило Вукобратовић, Милан Коњевић и Иван Стефановић | Љиљана Несторовић, Даница Николић Николић, Маја Ценић и Војислав Тодоровић | 23. април 2019.      |
| Јоца је толико бесан да је решен да Радету све саспе у лице. Он не може да верује да осим што је у својим редовима запослио Луку и његову ујну, сада и излази са женом свог некадашњег пословног партнера. Јагода се јада Вањи и објашњава јој разлог свог доласка код Данила. Јоца сазива хитан састанак са Татјаном и Марином. |              |                |                                                       |                                                                            |                      |
| 290 | 43           | „Епизода 3.43” | Михаило Вукобратовић, Милан Коњевић и Иван Стефановић | Љиљана Несторовић, Даница Николић Николић, Маја Ценић и Војислав Тодоровић | 24. април 2019.      |
| Небојша се све више зближава са својим пословним партнером. Ружица слави што је купила стан и кује планове са адвокатом за свој развод брака. Тања, Јоца и Тара долазе код Марине на тајни састанак. Карте се коначно отварају - Уна има нешто лично против Марине. |              |                |                                                       |                                                                            |                      |
| 291 | 44           | „Епизода 3.44” | Михаило Вукобратовић, Милан Коњевић и Иван Стефановић | Љиљана Несторовић, Даница Николић Николић, Маја Ценић и Војислав Тодоровић | 25. април 2019.      |
| Јоца ће потпуно шокирати Марину када јој саопшти да је Раде у вези са Ружицом. Његову инсинуацију случајно ће чути и љубоморна Татјана. Док они састанче, Лука се налази са Униним тајним компањоном. На срећу, Жика стиже са подацима који ће бацити потпуно ново светло на случај, а то је доказ Дудиног отказа. Јоца покушава све да среди. |              |                |                                                       |                                                                            |                      |
| 292 | 45           | „Епизода 3.45” | Михаило Вукобратовић, Милан Коњевић и Иван Стефановић | Љиљана Несторовић, Даница Николић Николић, Маја Ценић и Војислав Тодоровић | 26. април 2019.      |
| Васке се излеће пред Цецом да траже "добру рибу" за рад у шанку. Цеца му наређује да обустави потрагу и да је конобарица за паб нађена. Инспектори покушавају да схвате како су фајлови из РБГ-а обрисани. Уна се распитује код Радета шта је са партнером са којим је започео сарадњу, а онда одлази на састанак с Павлом. Када му покаже резултате о трудноћи, запретиће му као никада пре.                                                                                                   |              |                |                                                       |                                                                            |                      |
| 293 | 46           | „Епизода 3.46” | Михаило Вукобратовић, Милан Коњевић и Иван Стефановић | Љиљана Несторовић, Даница Николић Николић, Маја Ценић и Војислав Тодоровић | 29. април 2019.      |
| Марини стиже смс од Николе којим најављује његов и Кристинин повратак у земљи. Уна је забринута јер мисли да је Раде почео превише да сумња. Док издаје нове директиве Луки, неће јој се свидети како је и он почео да сагледава ствари. Жика најављује повратак за Беч, а Тара не може да не мисли да је муж дефинитивно вара. Раде у бесу отпушта Луку, јер мисли да управо он стоји иза крађе патената, где Уна прислушкујући пред вратима, упада и спашава га од отказа.                    |              |                |                                                       |                                                                            |                      |
| 294 | 47           | „Епизода 3.47” | Михаило Вукобратовић, Милан Коњевић и Иван Стефановић | Љиљана Несторовић, Даница Николић Николић, Маја Ценић и Војислав Тодоровић | 30. април 2019.      |
| Приватни детектив позива Тању како би јој саопштио нове информације до којих је дошао, а Тања одмах позива Марину како би јој пренела све што је сазнала. Ружица је решена да освоји Радетово срце и зато га позива код себе на вечеру. |              |                |                                                       |                                                                            |                      |
| 295 | 48           | „Епизода 3.48” | Михаило Вукобратовић, Милан Коњевић и Иван Стефановић | Љиљана Несторовић, Даница Николић Николић, Маја Ценић и Војислав Тодоровић | 1. мај 2019.         |
| Слоба приређује Вањи предивно, романтично расположење. Татјана доноси Јоци и Марини доказе који бацају сасвим ново светло на Уну. Марина добија задатак да се присети свега у вези са Радетовим некадашњим партнером и сувласником, а Цеца да се присети: Ко је сестра? Лука проваљује у производњу, а Тара добија потврду - Жика је дефинитивно вара. |              |                |                                                       |                                                                            |                      |
| 296 | 49           | „Епизода 3.49” | Михаило Вукобратовић, Милан Коњевић и Иван Стефановић | Љиљана Несторовић, Даница Николић Николић, Маја Ценић и Војислав Тодоровић | 2. мај 2019.         |
| Кристина се враћа у свој стан, а Тара кроз сузе препричава Арси шта се догодило са Жиком. Марина је једва дочекала да разговара са Николом, али његов приступ ситуацији ни мало јој се неће допасти. Слоба и Вања саопштавају да ће се венчати, а Никола на најгрубљи начин оставља Марину. |              |                |                                                       |                                                                            |                      |
| 297 | 50           | „Епизода 3.50” | Михаило Вукобратовић, Милан Коњевић и Иван Стефановић | Љиљана Несторовић, Даница Николић Николић, Маја Ценић и Војислав Тодоровић | 3. мај 2019.         |
| Лука је успешно извршио саботажу Радетове производње. Док Уна ликује, њих двоје са нестрпљењем ишчекују тренутак када ће у погонима доћи до велике хаварије и када ће Раде коначно морати да стави "кључ у браву". Жика долази код Таре у РБГ са букетом цвећа и моли је за опроштај, а да ли ће Тара моћи да пређе преко Жикине преваре? |              |                |                                                       |                                                                            |                      |
| 298 | 51           | „Епизода 3.51” | Михаило Вукобратовић, Милан Коњевић и Иван Стефановић | Љиљана Несторовић, Даница Николић Николић, Маја Ценић и Војислав Тодоровић | 6. мај 2019.         |
| У РБГ-у влада опсадно стање. Никола на веома груб начин саопштава Уни да се држи даље од њега. Приликом доласка у фирму, Марина сазнаје да је Жика преварио Тару, али је много више мучи чињеница да Раде слепо верује Уни. Арса признаје Сари да се осећа лоше због свега што се дешава његовом деди и да га гризе савест због хаба. |              |                |                                                       |                                                                            |                      |
| 299 | 52           | „Епизода 3.52” | Михаило Вукобратовић, Милан Коњевић и Иван Стефановић | Љиљана Несторовић, Даница Николић Николић, Маја Ценић и Војислав Тодоровић | 7. мај 2019.         |
| Никола ставља до знања Марини да ће преспавати код Арсе, што јој се нимало неће свидети. Момци завршавају последње припреме око отварања хаба, а Васке случајно сазнаје од кога је Џери позајмио новац. Дана ће бити шокирана када сазна да је Жика преварио Тару. |              |                |                                                       |                                                                            |                      |
| 300 | 53           | „Епизода 3.53” | Михаило Вукобратовић, Милан Коњевић и Иван Стефановић | Љиљана Несторовић, Даница Николић Николић, Маја Ценић и Војислав Тодоровић | 8. мај 2019.         |
| Након што је сатера у ћошак, Раде ће од Ружице добити признање због ког ће се посрамити. Када сазна од Николе да је љут на Марину због њеног пољупца са Марком, Арса ће полудети од беса. Код Исидоровића долази и Павле, који ће Николи и Арси саопштити невероватну вест. |              |                |                                                       |                                                                            |                      |
| 301 | 54           | „Епизода 3.54” | Михаило Вукобратовић, Милан Коњевић и Иван Стефановић | Љиљана Несторовић, Даница Николић Николић, Маја Ценић и Војислав Тодоровић | 9. мај 2019.         |
| Васке притиска Џерија да све призна Арси. Павле се исповеда Николи и саопштава му да је Раде ставио кућу под хипотеку. Лука признаје Уни да је заљубљен у њу, али му се њена незаинтересованост нимало неће свидети. Док Тара у тајности саопштава Марини да је Уна трудна са Павлом, не слути да Тања стоји иза ње. |              |                |                                                       |                                                                            |                      |
| 302 | 55           | „Епизода 3.55” | Михаило Вукобратовић, Милан Коњевић и Иван Стефановић | Љиљана Несторовић, Даница Николић Николић, Маја Ценић и Војислав Тодоровић | 10. мај 2019.        |
| Марина упозорава Павла да је Тања бесна кренула ка кући и моли га да не „киднапује“ дете. Вања не верује да је дете Павлово, а Јоца и Тара изражавају сумњу да је дете Лукино. Павле у очају зове Марину и моли је да дође и смири Татјану. |              |                |                                                       |                                                                            |                      |
| 303 | 56           | „Епизода 3.56” | Михаило Вукобратовић, Милан Коњевић и Иван Стефановић | Љиљана Несторовић, Даница Николић Николић, Маја Ценић и Војислав Тодоровић | 13. мај 2019.        |
| Раде је љут на Јоцу због чињенице да је пренео Марини све о његовој вези са Ружицом. Павле са Лавом одлази код Марине. Након инцидента, Вања саопштава Тањи да је Лав умало доживео фрас. Дана тера Илију да моментално крену за Београд, јер је сигурна да се нешто лоше дешава са њеном породицом. Бесан као рис, Никола ставља до знања Уни да зна за њу и Луку и пита је како ће Лука реаговати када сазна да је трудна са Павлом.                                                          |              |                |                                                       |                                                                            |                      |
| 304 | 57           | „Епизода 3.57” | Михаило Вукобратовић, Милан Коњевић и Иван Стефановић | Љиљана Несторовић, Даница Николић Николић, Маја Ценић и Војислав Тодоровић | 14. мај 2019.        |
| Адвокатица Дарија улази код Уне у канцеларију и затиче је како се љуби са Луком. Уна је ван себе и моли Дарију да никоме не говори о томе шта је видела. Ипак, она поверава Петру да се боји да се Лука неће добро провести са Уном и да је боље да га ујак склони од ње док не направи неки проблем. Раде је бесан као рис на Арсу, јер му није рекао да отвара хаб. |              |                |                                                       |                                                                            |                      |
| 305 | 58           | „Епизода 3.58” | Михаило Вукобратовић, Милан Коњевић и Иван Стефановић | Љиљана Несторовић, Даница Николић Николић, Маја Ценић и Војислав Тодоровић | 15. мај 2019.        |
| У хабу је издат знак на „цунами“, јер је на прославу поводом отварања позвано много више гостију него што простор може да прими. Јоца улази у директан конфликт са Радетом и упозорава га да престане да дозвољава другима да манипулишу са њим и да због тога окреће леђа својој породици. Арса сазнаје да је Лука тај који је Радету рекао за отварање хаба. Када угледа фотографије на којима су Ружица и Раде, Тања ће полудети, баш као и Уна када јој Јоца саопшти да је раскринкана.     |              |                |                                                       |                                                                            |                      |
| 306 | 59           | „Епизода 3.59” | Михаило Вукобратовић, Милан Коњевић и Иван Стефановић | Љиљана Несторовић, Даница Николић Николић, Маја Ценић и Војислав Тодоровић | 16. мај 2019.        |
| Уна је ћерка сестре Радетовог првог пословног ортака... То сада сви знају, сем Радета. Док покушавају да је раскринкају, Лука чита писмо које је Унина покојна мајка писала својој кћерки. Павле саопштава да су подаци изгубљени оног тренутка када му је Татјана разбила телефон. Код Марине и Николе се окупља цело друштво. Сви се спремају да оду на отварање Арсиног хаба. Татјана која се цело поподне опија у кафићу, започиње да хистерише.                                            |              |                |                                                       |                                                                            |                      |
| 307 | 60           | „Епизода 3.60” | Михаило Вукобратовић, Милан Коњевић и Иван Стефановић | Љиљана Несторовић, Даница Николић Николић, Маја Ценић и Војислав Тодоровић | 17. мај 2019.        |
| Арса саопштава Марини да има нову девојку. Полицајци приводе у станицу момка који је по Лукином налогу хаковао мрежу РГБ-а. После инцидента у кафићу, медицинско особље смешта Тању у болницу на одељење психијатрије. Хакер признаје да је обрисао фајлове РГБ-а, али пориче да је он Каспер. Хаб је коначно отворен. |              |                |                                                       |                                                                            |                      |
| 308 | 61           | „Епизода 3.61” | Михаило Вукобратовић, Милан Коњевић и Иван Стефановић | Љиљана Несторовић, Даница Николић Николић, Маја Ценић и Војислав Тодоровић | 20. мај 2019.        |
| На незадовољство већине присутних, на отварање хаба стиже и инспектор Марко, а недуго затим и Раде у пратњи своје зле мезимице Уне. Она је главна мета, прво Марине, а потом и Јоце. Тара ће бити одушевљена када међу званицама угледа Петра, а Петар ће бити шокиран када чује да је Уна трудна са Павлом. Хакер коначно признаје - његово име је Лука Борђошки. |              |                |                                                       |                                                                            |                      |
| 309 | 62           | „Епизода 3.62” | Михаило Вукобратовић, Милан Коњевић и Иван Стефановић | Љиљана Несторовић, Даница Николић Николић, Маја Ценић и Војислав Тодоровић | 21. мај 2019.        |
| Полиција испитује Луку. У свом говору, Арса се захваљује деди. Успаничена Уна позива ујака и саопштава му да је раскринкана. Вања изненада добија позив, после ког целом друштву мора да саопшти да је Татјана у Клиничком центру. Када сви заједно притисну Уну, она одлучује да призна истину и то пред згранутим Радетом. |              |                |                                                       |                                                                            |                      |
| 310 | 63           | „Епизода 3.63” | Михаило Вукобратовић, Милан Коњевић и Иван Стефановић | Љиљана Несторовић, Даница Николић Николић, Маја Ценић и Војислав Тодоровић | 22. мај 2019.        |
| Павле не зна шта да ради због новонастале ситуације са Татјаном. Док седи у својој канцеларији, код Радета улази Уна. Њих двоје се расправљају, али му она не верује да није знао за њено постојање. У производном погону РГБ-а долази до невиђене хаварије. Ко је жена која покушава да спречи експлозију и да ли је успела у томе? |              |                |                                                       |                                                                            |                      |
| 311 | 64           | „Епизода 3.64” | Михаило Вукобратовић, Милан Коњевић и Иван Стефановић | Љиљана Несторовић, Даница Николић Николић, Маја Ценић и Војислав Тодоровић | 23. мај 2019.        |
| Лука попушта под притиском инспектора. Сви су забринути због Униног стања, јер је још увек неизвесно какве последице је оставила експлозија. Раде као на иглама чека вести из болнице, али уместо да буде захвалан што су сви из њега, он почиње да се бреца на Јоцу, Николу, па и Арсу. Унина ситуација је забринула све, па чак и Јоцу. Док Раде, Марина, Небојша и Никола чекају вести са Унине операције, Раде се макар мало опушта када сазнаје да је Уна жива и да није животно угрожена. |              |                |                                                       |                                                                            |                      |
| 312 | 65           | „Епизода 3.65” | Михаило Вукобратовић, Милан Коњевић и Иван Стефановић | Љиљана Несторовић, Даница Николић Николић, Маја Ценић и Војислав Тодоровић | 24. мај 2019.        |
| Павле и Вања долазе у посету код Татјане. Када чује да је Раде ставио кућу под хипотеку и то на Унин наговор, Марина ће потпуно одлепити. Раде јавља Ружици да је Лука ухапшен и да је он тај који је украо патенте и проследио их конкуренцији. Џерију неће бити добро када сазна да је Лука ухапшен зато што је муљао по Радетовој фирми. Раде одлази у посету код Уне и тамо затиче све само не пријатну сцену.                                                                              |              |                |                                                       |                                                                            |                      |
| 313 | 66           | „Епизода 3.66” | Михаило Вукобратовић, Милан Коњевић и Иван Стефановић | Љиљана Несторовић, Даница Николић Николић, Маја Ценић и Војислав Тодоровић | 27. мај 2019.        |
| Када јој саопшти да се више не враћа у РГБ, између Николе и Марине ће избити нова свађа. Због неразумевања, Никола ће спаковати своје ствари и напустити заједнички дом. Ружица покушава да објасни Радету да не би било лоше да провери очинство и сазна да ли је Уна заиста његова ћерка. Лука наставља са штити Уну чак и пред адвокатом, а Раде је решен да све учини како Уна не би отишла у затвор.                                                                                       |              |                |                                                       |                                                                            |                      |
| 314 | 67           | „Епизода 3.67” | Михаило Вукобратовић, Милан Коњевић и Иван Стефановић | Љиљана Несторовић, Даница Николић Николић, Маја Ценић и Војислав Тодоровић | 28. мај 2019.        |
| Раде моли Јоцу да му пронађе контакт Татјаниног приватног детектива. Због чињенице да се Никола одселио из куће, Марина је очајна и не може да престане да плаче. И Дана је неутешна због Николине одлуке. Татјана се прерушава у докторку и одлази код Уне у собу. |              |                |                                                       |                                                                            |                      |
| 315 | 68           | „Епизода 3.68” | Михаило Вукобратовић, Милан Коњевић и Иван Стефановић | Љиљана Несторовић, Даница Николић Николић, Маја Ценић и Војислав Тодоровић | 29. мај 2019.        |
| Раде долази у посету код Исидоровића. Слоба жели да помири Николу и Марину, али по Вањиној реакцији види да ће то бити јако тешко. Када сазна шта се десило, Арса одлази код мајке како би покушао да је утеши. Јоца покушава да објасни Тари да је време да се додатно образује, ако жели да буде конкуренција Петровој бившој. |              |                |                                                       |                                                                            |                      |
| 316 | 69           | „Епизода 3.69” | Михаило Вукобратовић, Милан Коњевић и Иван Стефановић | Љиљана Несторовић, Даница Николић Николић, Маја Ценић и Војислав Тодоровић | 30. мај 2019.        |
| Раде сазнаје да је Никола оставио Марину и због тога осећа личну одговорност. Слоба провоцира Кристину да јој призна шта се дешава између ње и Николе. Арса зове деду и пита како може да му помогне у фирми, а потом зове и Николу који нема намеру да се предомисли и врати кући. Уна објашњава Радету како је њен ујак фалсификовао писмо и навукао је на мржњу према рођеном оцу. Стигли су резултати ДНК теста.                                                                            |              |                |                                                       |                                                                            |                      |
| 317 | 70           | „Епизода 3.70” | Михаило Вукобратовић, Милан Коњевић и Иван Стефановић | Љиљана Несторовић, Даница Николић Николић, Маја Ценић и Војислав Тодоровић | 31. мај 2019.        |
| Раде одлази у посету код Тање и захваљује јој се што је разговарала са Уном и била добра према њој. У знак захвалности, нуди јој помоћ - кључеве од стана. Разјарени Данко се враћа у Србију и Радету прети преко телефона, а онда долази у посету Ружици, на којој искаљује сав свој бес због Лукиног хапшења. Кристина долази на Космај и има шокантно признање за Николу. |              |                |                                                       |                                                                            |                      |
| 318 | 71           | „Епизода 3.71” | Михаило Вукобратовић, Милан Коњевић и Иван Стефановић | Љиљана Несторовић, Даница Николић Николић, Маја Ценић и Војислав Тодоровић | 3. јун 2019.         |
| Када позове Марину и замоли је да неко време остане код ње, Раде ће наићи на неочекивану реакцију своје ћерке. Побеснели Данко одлази у Хепи Тејл и тражи да купи 51% акција, како би уништио Радета. Марина позива Марка и саопштава му да је Никола отишао од куће. |              |                |                                                       |                                                                            |                      |
| 319 | 72           | „Епизода 3.72” | Михаило Вукобратовић, Милан Коњевић и Иван Стефановић | Љиљана Несторовић, Даница Николић Николић, Маја Ценић и Војислав Тодоровић | 4. јун 2019.         |
| Уну изједа осећај гриже савести, па позива Марину како би јој уручила коверат са својим признањем. Петар једва успева да обузда бес када сазна да је Данко умало претукао његову сестру. Ружица му признаје да жели да обештети Радета. Марина успева да наговори Уну да пристане на операцију како би поново проходала. У посету Николи долази млада комшиница. |              |                |                                                       |                                                                            |                      |
| 320 | 73           | „Епизода 3.73” | Михаило Вукобратовић, Милан Коњевић и Иван Стефановић | Љиљана Несторовић, Даница Николић Николић, Маја Ценић и Војислав Тодоровић | 5. јун 2019.         |
| Раде признаје Марини да је ишао код Тање у посету што ће посебно изиритирати Цецу. Николи поново у госте долази комшиница и овог пута доноси обећане палачинке. Петар позива Тару код себе на вечеру, док код Марине стиже инспектор Марко и пред свима саопштава да је Каспер ухапшен. Арса се плаши да пита Марка шта се десило са Бети, али ипак добија одговор. |              |                |                                                       |                                                                            |                      |
| 321 | 74           | „Епизода 3.74” | Михаило Вукобратовић, Милан Коњевић и Иван Стефановић | Љиљана Несторовић, Даница Николић Николић, Маја Ценић и Војислав Тодоровић | 6. јун 2019.         |
| Силеџија Данко одгурује Тару и упада у Радетову канцеларију. Марко не одустаје од Марине, али биће да ће она морати од њега, јер сви показатељи наговештавају да је трудна. Небојша ће бити шокиран када сазна да његова симпатија има вереницу. |              |                |                                                       |                                                                            |                      |
| 322 | 75           | „Епизода 3.75” | Михаило Вукобратовић, Милан Коњевић и Иван Стефановић | Љиљана Несторовић, Даница Николић Николић, Маја Ценић и Војислав Тодоровић | 7. јун 2019.         |
| Након језивог упада у РГБ и вређања Радета, Данко се састаје са Луком, а тај хладан туш свог сина, памтиће заувек. Док Небојша у очају седи у канцеларији, у посету му стиже нико други до Борис. Његова објашњења и предлог који има, натераће Небојшу да га избаци из канцеларије. Због свега што се десило, Неша одлучује да оде из фирме, а Раде смишља феноменалну идеју. Павле се налази са Тањом и добија оно што је тако силно желео да чује.                                           |              |                |                                                       |                                                                            |                      |
| 323 | 76           | „Епизода 3.76” | Михаило Вукобратовић, Милан Коњевић и Иван Стефановић | Љиљана Несторовић, Даница Николић Николић, Маја Ценић и Војислав Тодоровић | 10. јун 2019.        |
| Марина се жали Вањи да јој је константно мука, али нема намеру да се јави Николи. Арса не може да избаци из главе Бети, јер се плаши да ли ће полиција одржати обећање. Тања има молбу за Павла, а полиција испитује Радетову конкуренцију која му је преузела патенте. |              |                |                                                       |                                                                            |                      |
| 324 | 77           | „Епизода 3.77” | Михаило Вукобратовић, Милан Коњевић и Иван Стефановић | Љиљана Несторовић, Даница Николић Николић, Маја Ценић и Војислав Тодоровић | 11. јун 2019.        |
| Након што потегне питање његове замишљености, Арса одлучује да поведе Сару на вечеру код бабе и деде. На вечери са Ружицом, Раде признаје да му је Данко био у посети. Док Данко ликује због куповине фирме, Лука моли Џерија за опроштај и признаје му да његове намере са позајмицом за хаб уопште нису биле часне. Николи у посету поново долази комшиница, а Тара одлази на романтичну вечеру код Петра.                                                                                    |              |                |                                                       |                                                                            |                      |
| 325 | 78           | „Епизода 3.78” | Михаило Вукобратовић, Милан Коњевић и Иван Стефановић | Љиљана Несторовић, Даница Николић Николић, Маја Ценић и Војислав Тодоровић | 12. јун 2019.        |
| Џери одлучује да коначно буде искрен са Арсом и призна одакле му новац за хаб. Забринута због Марининог изгледа и понашања, Цеца поверава Вањи да мисли да је госпођа почела да пије. Тара пита Петра како је баш она заслужила да буде међу одабранима за које он кува и то код куће, а одговор ће је изненадити. Раде уручује Луки писмо од Уне. |              |                |                                                       |                                                                            |                      |
| 326 | 79           | „Епизода 3.79” | Михаило Вукобратовић, Милан Коњевић и Иван Стефановић | Љиљана Несторовић, Даница Николић Николић, Маја Ценић и Војислав Тодоровић | 13. јун 2019.        |
| Дарија долази у РБГ како би коначно спремили тужбу. Том приликом се сусреће са Таром која упркос томе што покушава да оствари контакт са бившом женом свог дечка, показује озбиљну дозу љубоморе. Цеца је јако забринута због Марининог стања, а Арси почиње да се привиђа Бети. |              |                |                                                       |                                                                            |                      |
| 327 | 80           | „Епизода 3.80” | Михаило Вукобратовић, Милан Коњевић и Иван Стефановић | Љиљана Несторовић, Даница Николић Николић, Маја Ценић и Војислав Тодоровић | 14. јун 2019.        |
| Вања јури у апотеку како би купила Марини тест за трудноћу. Раде моли Тању да му помогне, и она од свег срца пристаје, како би му се одужила за све што је учинио за њу. Док кришом доказе у РГБ и не слуте да нису сами, а то ће само закомпликовати ствари. Маринин тест показује да је трудна. |              |                |                                                       |                                                                            |                      |
| 328 | 81           | „Епизода 3.81” | Михаило Вукобратовић, Милан Коњевић и Иван Стефановић | Љиљана Несторовић, Даница Николић Николић, Маја Ценић и Војислав Тодоровић | 17. јун 2019.        |
| Павле глуми детектива и испитује све женске особе у РБГ-у да ли су изгубиле брош. Раде пита Марину зашто је тако чудна, а Данко нуди посао Тањи, и отворено јој предлаже да заједничним снагама уђу у рат против Радета. Марина долази на Космај код Николе како би му саопштила да ће поново постати отац, али ће тамо доживети шок. Павле флертује са Даријом, а да ли ће му она узвратити?                                                                                                   |              |                |                                                       |                                                                            |                      |
| 329 | 82           | „Епизода 3.82” | Михаило Вукобратовић, Милан Коњевић и Иван Стефановић | Љиљана Несторовић, Даница Николић Николић, Маја Ценић и Војислав Тодоровић | 18. јун 2019.        |
| Раде се поверава Тањи и саопштава јој да је на ивици да падне. Након што комшија Жуле излепи улаз зграде компромитујућим плакатима, Дана улази у отворени рат. Колико год Арса покушава да убеди Сару да му је лепо са њом, очигледно је да ни он сам није сигуран у своја осећања. Данко почиње да прети Радету преко Ружице, а када за његове зле намере сазна Лука, ствари ће се потпуно окренути.                                                                                           |              |                |                                                       |                                                                            |                      |
| 330 | 83           | „Епизода 3.83” | Михаило Вукобратовић, Милан Коњевић и Иван Стефановић | Љиљана Несторовић, Даница Николић Николић, Маја Ценић и Војислав Тодоровић | 19. јун 2019.        |
| Када Тара одлучи да изненади Петра, неће ни слутити да ће највише она сама бити изненађена. У Петровом стану затиче Дарију огрнуту кућном хаљином. Бесан као рис, Лука одлази у очеву нову фирму како би му јасно ставио до знања да је мртав за њега. Раде моли Кристину да му помогне да помири Николу и Марину. Млада комшиница признаје Николи да јој се свиђа. |              |                |                                                       |                                                                            |                      |
| 331 | 84           | „Епизода 3.84” | Михаило Вукобратовић, Милан Коњевић и Иван Стефановић | Љиљана Несторовић, Даница Николић Николић, Маја Ценић и Војислав Тодоровић | 21. јун 2019.        |
| Данко завршава у болници и инсистира да види Луку. Оно што ће Лука чути од оца, биће прилично изненађујуће. Вања јавља Цеци радосне вести и заједно са њом покушава да реализује једно велико изненађење. Мамурни Раде се буди код Крис у стану, што ће потпуно збунити Павла када изненада сврати до Кристининог стана. Вања позива друштво на своје девојачко вече, а Лука доноси важну одлуку када је реч о Радету, али и о Уни.                                                             |              |                |                                                       |                                                                            |                      |
| 332 | 85           | „Епизода 3.85” | Михаило Вукобратовић, Милан Коњевић и Иван Стефановић | Љиљана Несторовић, Даница Николић Николић, Маја Ценић и Војислав Тодоровић | 21. јун 2019.        |
| Због одсуства Тарине реакције на његове поклоне и поруке, Петар одлучује да је изненади, и то онако како није могла ни да замисли. Никола и Марина се коначно срећу. Осим што ће сазнати да је трудна, још једна велика истина ће испливати на видело. |              |                |                                                       |                                                                            |                      |